# مصة
المصة أو المَسَّة (بالعبرية: מצה)، خبز مسطح خالي من الخميرة يمثل جزءًا من المطبخ اليهودي ويشكل عنصرًا أساسيا من عيد الفصح، ويكون رقيق جدا ومقرمش.